# C/2008 J9 (SOHO)
C/2008 J9 (SOHO) – kometa jednopojawieniowa odkryta na zdjęciach SOHO przez Michała Kusiaka. Została odkryta 5 maja 2008 roku. Należy do grupy komet Kreutza.